# Сацхене
Сацхене (груз. საცხენე) — село в Грузии. Находится в восточной Грузии, в Кварельском муниципалитете края Кахетия. Расположено на левом берегу реки Шарохеви, на высоте 510 метров над уровнем моря. От города Кварели располагается в 21 километрах. По результатам переписи 2014 года в селе проживало 23 человек.